# Challenger de Lima 2020
El Challenger de Lima de 2020, denominado por razones de patrocinio Lima Challenger Copa Claro 2020, fue un torneo de tenis profesional que se jugó en pistas de tierra batida. Se trató de la XIV edición del torneo que formó parte del ATP Challenger Tour 2020. Tuvo lugar en Lima, Perú del 23 al 29 de noviembre de 2020 en las canchas del Centro Promotor de Tenis de Miraflores.

## Distribución de puntos
| Modalidad    | Campeón | Finalista | Semifinales | Cuartos de final | 2.ª ronda | 1.ª ronda | Clasificados | 2.ª ronda de clasificación | 1.ª ronda de clasificación |
| Individuales | 80      | 48        | 29          | 15               | 7         | 0         | 4            | 1                          | 0                          |
| Dobles       | 80      | 48        | 29          | 15               | -         | 0         | -            | -                          | -                          |

## Jugadores participantes del cuadro de individuales

### Cabezas de serie
| Favorito | País                  | Jugador             | Rank1 | Posición en el torneo              |
| -------- | --------------------- | ------------------- | ----- | ---------------------------------- |
| 1        | Bandera de Argentina  | Federico Coria      | 91    | Segunda ronda                      |
| 2        | Bandera de España     | Roberto Carballés   | 103   | Cuartos de final                   |
| 3        | Bandera de Eslovaquia | Andrej Martin       | 105   | Retirado antes de la primera ronda |
| 4        | Bandera de España     | Jaume Munar         | 108   | Retirado antes de la primera ronda |
| 5        | Bandera de Portugal   | Pedro Sousa         | 112   | Primera ronda                      |
| 6        | Bandera de Argentina  | Facundo Bagnis      | 124   | Primera ronda                      |
| 7        | Bandera de Colombia   | Daniel Elahi Galán  | 128   | Campeón                            |
| 8        | Bandera de Perú       | Juan Pablo Varillas | 157   | Segunda ronda                      |

- 1 Se ha tomado en cuenta el ranking del 16 de noviembre de 2020.

### Otros participantes
Los siguientes jugadores recibieron una invitación (wild card), por lo tanto ingresan directamente al cuadro principal (WC):
- Nicolás Jarry
- Jorge Brian Panta
- Conner Huertas del Pino

Los siguientes jugadores ingresan al cuadro principal tras disputar el cuadro clasificatorio (Q):
- Vitaliy Sachko
- Wilson Leite
- Thiago Tirante
- Gonzalo Lama

Los siguientes jugadores ingresan al cuadro principal como perdedores afortunados (LL):
- Collin Altamirano
- Bastian Malla
- Mauricio Echazú
- Sergio Galdós

## Campeones

### Individual Masculino
- Daniel Elahi Galán derrotó en la final a  Thiago Tirante por 6-1, 3-6, 6-3.

### Dobles Masculino
- Iñigo Cervantes/  Oriol Roca Batalla derrotaron en la final a  Collin Altamirano/  Vitaliy Sachko por 6-3, 6-4.